# Patrick van den Goorbergh
Patrick  van den Goorbergh (né le 18 septembre 1965 à Bréda) est un pilote de moto  néerlandais.
Son frère Jurgen est lui aussi un pilote de vitesse moto.
Il a commencé sa carrière en Grand Prix moto en 1987 au Grand Prix des Pays-Bas en catégorie 250 cm3, catégorie qu'il ne quittera pas pendant toute sa carrière en Grand Prix.

## Carrière en Grand Prix
| Année | Cat.    | Équipe | Moto    | GP | Vict. | Podiums | Poles | Mtour | Pts | Position |
| ----- | ------- | ------ | ------- | -- | ----- | ------- | ----- | ----- | --- | -------- |
| 1987  | 250 cm³ |        | Honda   | 3  | 0     | 0       | 0     | 0     | -   | -        |
| 1988  | 250 cm³ |        | Honda   | 3  | 0     | 0       | 0     | 0     | -   | -        |
| 1989  | 250 cm³ |        | Yamaha  | 10 | 0     | 0       | 0     | 0     | 6   | 33e      |
| 1991  | 250 cm³ |        | Honda   | 11 | 0     | 0       | 0     | 0     | 3   | 36e      |
| 1992  | 250 cm³ |        | Aprilia | 12 | 0     | 0       | 0     | 0     | 2   | 22e      |
| 1993  | 250 cm³ |        | Aprilia | 14 | 0     | 0       | 0     | 0     | 31  | 16e      |
| 1994  | 250 cm³ |        | Aprilia | 14 | 0     | 0       | 0     | 0     | 27  | 16e      |
| 1995  | 250 cm³ |        | Aprilia | 13 | 0     | 0       | 0     | 0     | 22  | 20e      |